# Feings
Feings ist eine französische Gemeinde mit 191 Einwohnern (Stand: 1. Januar 2022) im Département Orne in der Region Normandie. Sie gehört zum Arrondissement Mortagne-au-Perche und zum Kanton Mortagne-au-Perche.

## Geographie
Die Gemeinde Feings liegt im Hügelland der Perche am Oberlauf der Villette, 43 Kilometer nordöstlich von Alençon. Nachbargemeinden von Feings sind Tourouvre au Perche im Norden, Longny les Villages im Osten, Saint-Mard-de-Réno im Süden und Villiers-sous-Mortagne im Westen.

## Bevölkerungsentwicklung
| Jahr                       | 1962 | 1968 | 1975 | 1982 | 1990 | 1999 | 2006 | 2012 | 2021 |
| -------------------------- | ---- | ---- | ---- | ---- | ---- | ---- | ---- | ---- | ---- |
| Einwohner                  | 310  | 304  | 221  | 252  | 226  | 220  | 220  | 220  | 187  |
| Quellen: Cassini und INSEE |      |      |      |      |      |      |      |      |      |

## Sehenswürdigkeiten
- Kartause Valdieu Réno, Monument historique seit 1997
- Kirche Saint-Gervais-et-Saint-Protais

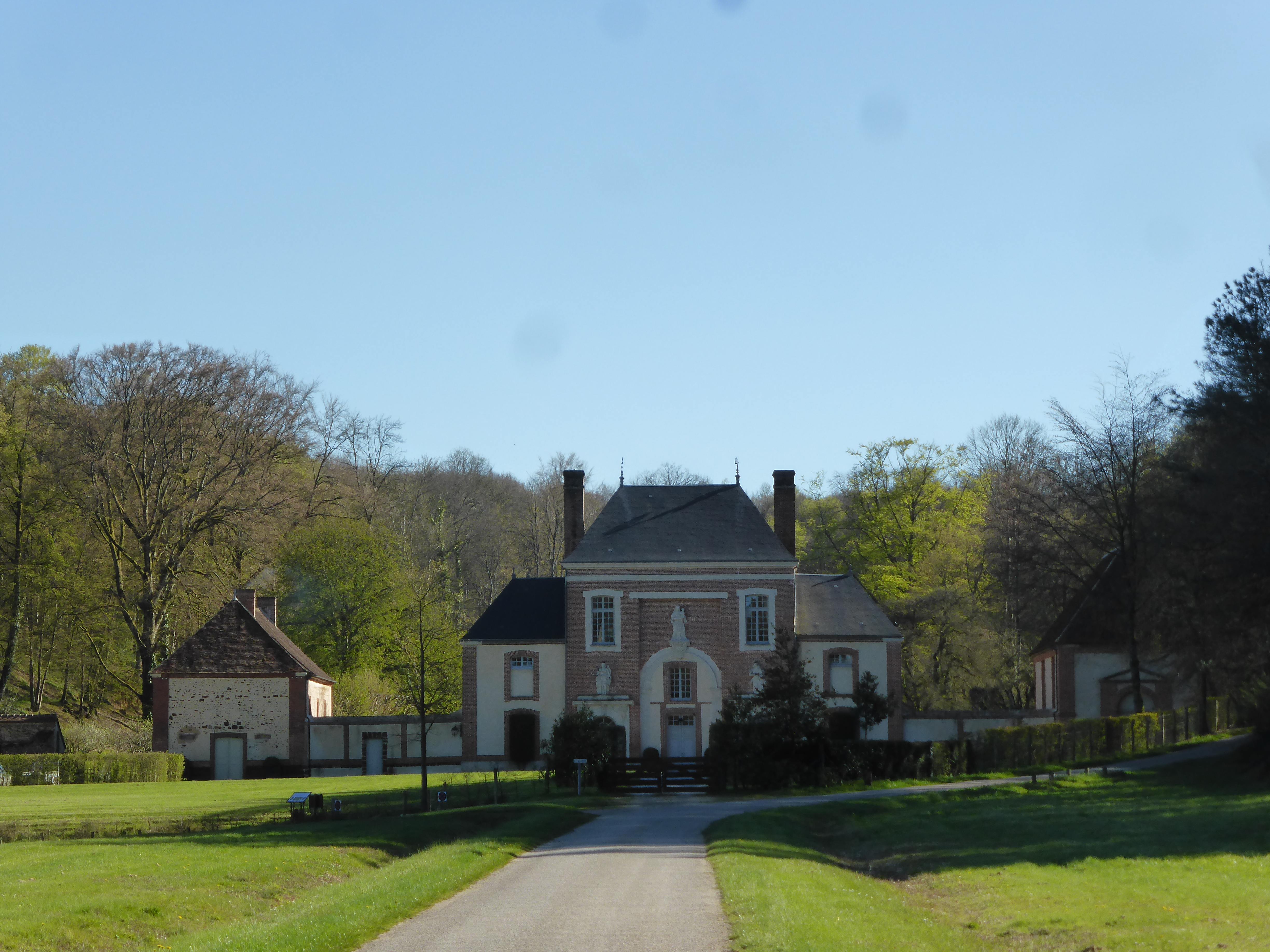
Kartause Valdieu Réno
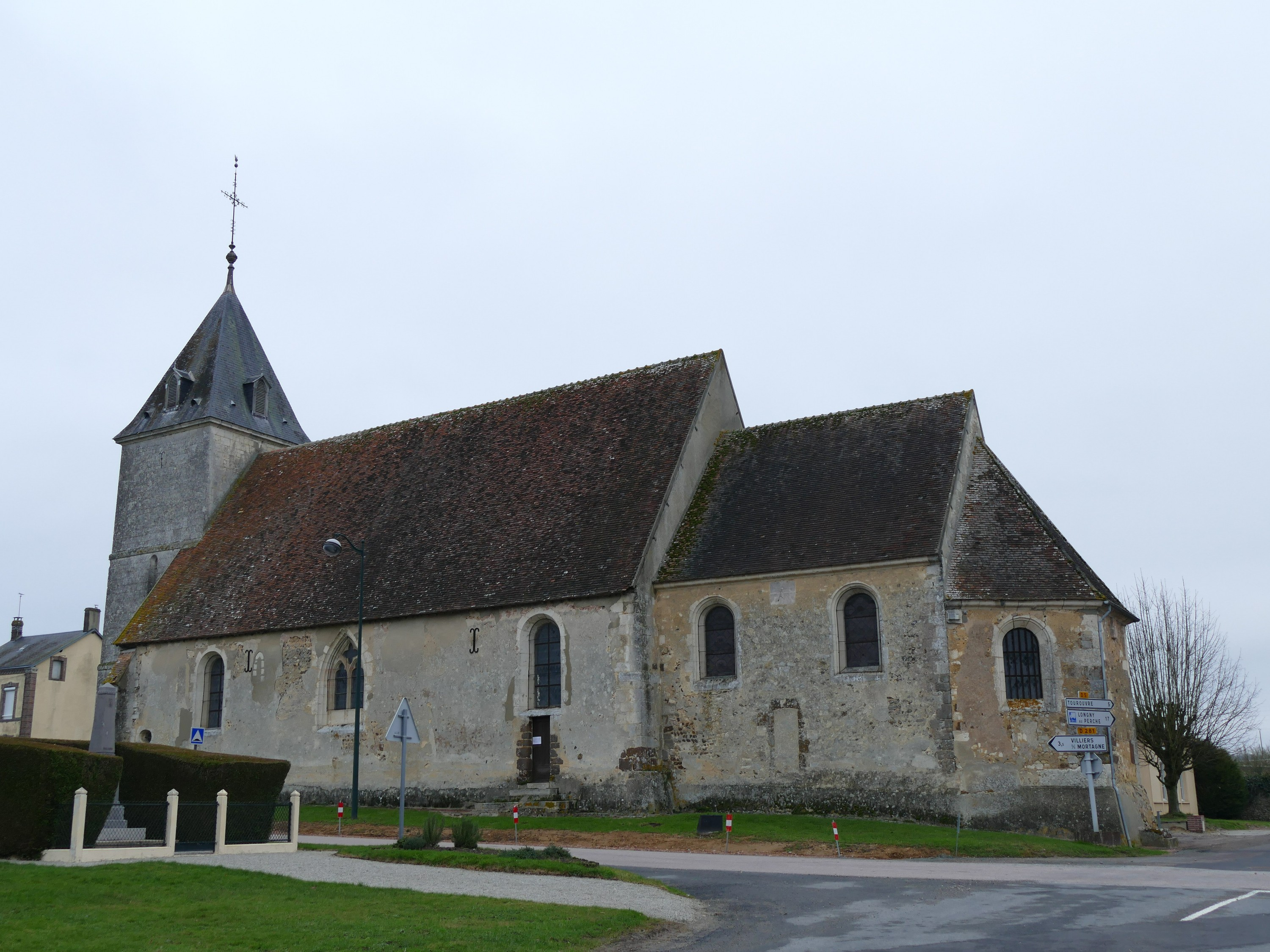
Kirche Saint-Gervais-et-Saint-Protais